# Varaignes
Varaignes là một xã, nằm ở tỉnh Dordogne vùng Aquitaine của Pháp. Xã này có diện tích 16,6 km², dân số năm 2004 là 415 người. Xã nằm ở khu vực có độ cao trung bình 144 m trên mực nước biển.

## Thông tin nhân khẩu
| Năm    | 1962 | 1968 | 1975 | 1982 | 1990 | 1999 | 2004 |
| ------ | ---- | ---- | ---- | ---- | ---- | ---- | ---- |
| Dân số | 516  | 457  | 436  | 436  | 432  | 418  | 415  |